# Auguste Nicolas Lenoir
Pour les articles homonymes, voir Lenoir.
 (décembre 2019).
Si vous disposez d'ouvrages ou d'articles de référence ou si vous connaissez des sites web de qualité traitant du thème abordé ici, merci de compléter l'article en donnant les références utiles à sa vérifiabilité et en les liant à la section « Notes et références ».
Auguste Nicolas Lenoir, né à Paris le 29 juillet 1776, mort le 7 janvier 1850 à Bourges (Cher), est un général français de la Révolution et de l’Empire.

## Biographie
Engagé volontaire à l'âge de 17 ans, le 1er septembre 1793, au 2e bataillon de volontaires de Paris il passe au 9e bataillon de volontaires de Saint-Laurent il fait les campagnes de la Première République française pendant les années II, III, IV, V et VI, devient sous-lieutenant le 21 juillet 1799 à la 98e demi-brigade de deuxième formation en 1799, lieutenant le 6 novembre 1801, adjudant-major le 7 février 1803 au 92e régiment d'infanterie de ligne et capitaine le 6 août 1804. Chacun de ces grades fut le prix de ses services militaires.
En 1794, il participe aux sièges de Menin, d'Ypres et de Nieuport, aux batailles de Tourcoing et de Courtrai. En 1795 il est employé en Hollande, et de 1796 et 1797, à l'armée de Sambre-et-Meuse. En 1798, il combat les insurgés du Brabant et en 1799, il combat les Anglais et les Russes en Hollande. En 1800, il est à l'armée gallo-batave et de 1803 à début 1805, il est employé sur l'île de Walcheren, au camp d'Utrecht et sur la flotte du Texel.
Les campagnes de l'Empire lui offrent de nombreuses occasions de se signaler. En 1805, il combat dans les rangs des grenadiers à pied de la Garde impériale aux grandes journées d'Ulm et d'Austerlitz. En 1806 et 1807, prend part aux campagnes de Prusse et de Pologne, et en 1808 à celle d'Espagne. Chef de bataillon le 29 avril 1809, employé à la Grande Armée en Autriche. En 1810 et 1811, il est à nouveau employé à l'Armée d'Espagne. Il est fait chevalier de la Légion d'Honneur le 26 mai 1808, officier de l'ordre le 6 mai 1812 et créé baron de l'Empire.
Colonel-major le 8 février 1812, à la tête du 1er régiment de tirailleurs de la Garde impériale, il fait la campagne de Russie, a la jambe droite emportée à la bataille de Krasnoé le 17 septembre 1812, est fait prisonnier pendant la retraite et ne rentre en France qu'en 1814. Il est élevé au grade de colonel le 8 décembre 1812.
Il est promu maréchal de camp le 21 décembre 1814, confirmé général de brigade le 28 avril 1815 et chargé le 20 janvier 1815 de la défense de Dunkerque, mis deux fois en état de siège, jusqu'au 1er janvier 1816. Il est nommé commandeur de la Légion d'honneur le 31 janvier 1815.
En 1819 le général Lenoir est chef de division du personnel de l'infanterie, admis à la retraite le 1er janvier 1825, et créé membre du Conseil de l'Hôtel des Invalides. Il est titré vicomte le 1er mai 1821 (lettres patentes du 16 août 1821). Après 1830 le roi confie au vicomte Lenoir le soin de réorganiser l'école de Saint-Cyr, et peu de temps après le nomme commandant de la succursale des Invalides à Avignon jusqu'en 1849. Il est élevé à la dignité de Grand officier de la Légion d'honneur le 27 mai 1849.
Il meurt le 7 janvier 1850 à Bourges (Cher).